# Rolf Hanson
Rolf Hanson, född 1953 i Malmö, är en svensk målare.
Rolf Hanson utbildade sig på Kungliga Konsthögskolan i Stockholm 1974–1979. Han representerade Sverige i den nordiska paviljongen under Venedigbiennalen 1988. Han fick första pris i Carnegie Art Award 1999 för sviten Runtom trappa, inspirerad av Carl Fredrik Hills franska målningar. 
| ”                                                                     | Från stora sammanhållna färgytor med djup och tydlig kroppslighet, har Rolf Hansons måleri under det sena 1990-talet rört sig mot en mer upplöst färgyta, till tydligt figurativa inslag med en bestämd uppsättning motiv. | „ |
| – Dunkers Kulturs presentation av utställningen med Rolf Hanson, 2006 | |   |

| ”             | En trappa är ett så vanligt inslag i den privata och offentliga arkitektur vi till vardags rör oss i att vi knappt lägger märke till den – förutsatt naturligtvis att vi rör oss utan besvär och trappan alltså inte utgör något hinder. Sedd med målarblick, som uttrycket löd en gång i tiden, blir trappan en utmaning av annat slag: dess jämna växling mellan vertikala och horisontella plan och dess perspektiviska egenskaper gör trappan till ett lika intressant som besvärligt objekt att avbilda, både vad gäller ljus- och linjespel. | „ |
| – Rolf Hanson | |   |

 Hanson finns representerad vid  bland annat Göteborgs konstmuseum  och Norrköpings konstmuseum.